# 21e étape du Tour de France 1976
La 21e étape du Tour de France 1976 a eu lieu le 17 juillet 1976 entre Montargis et Versailles, en France, sur une distance de 145,5 km. Elle a été remportée par le Belge Freddy Maertens. Son compatriote Lucien Van Impe conserve le maillot jaune.

## Parcours
Le parcours emprunte le territoire des départements du Loiret et des Yvelines.

## Classement de l'étape
| \| Classement de l'étape \| Classement de l'étape \| Classement de l'étape \| Classement de l'étape \| Classement de l'étape \| \| Coureur \| Coureur \| Pays \| Équipe \| Temps \| \| --------------------- \| --------------------- \| --------------------- \| --------------------------------------- \| --------------------- \| \| 1er \| Freddy Maertens \| Belgique \| Flandria-Velda-West Vlaams Vleesbedrijf \| \| \| 2e \| Pierino Gavazzi \| Italie \| Jollj Ceramica–Decor \| \| \| 3e \| Enrico Paolini \| Italie \| Scic \| \| \| 4e \| Régis Delépine \| France \| Gan-Mercier-Hutchinson \| \| \| 5e \| Jacques Esclassan \| France \| Peugeot-Esso-Michelin \| \| |                   |          |                                         |       |
| |                   |          |                                         |       |
| Source : ProCyclingStats |                   |          |                                         |       |
| Classement de l'étape |                   |          |                                         |       |
| Coureur | Coureur           | Pays     | Équipe                                  | Temps |
| 1er | Freddy Maertens   | Belgique | Flandria-Velda-West Vlaams Vleesbedrijf |       |
| 2e | Pierino Gavazzi   | Italie   | Jollj Ceramica–Decor                    |       |
| 3e | Enrico Paolini    | Italie   | Scic                                    |       |
| 4e | Régis Delépine    | France   | Gan-Mercier-Hutchinson                  |       |
| 5e | Jacques Esclassan | France   | Peugeot-Esso-Michelin                   |       |

## Classements à l'issue de l'étape

### Classement général
| \| Classement général \| Classement général \| Classement général \| Classement général \| Classement général \| \| Coureur \| Coureur \| Pays \| Équipe \| Temps \| \| ------------------ \| ------------------ \| ------------------ \| ---------------------- \| ------------------ \| \| 1er \| Lucien Van Impe \| Belgique \| Gitane-Campagnolo \| \| \| 2e \| Joop Zoetemelk \| Pays-Bas \| Gan-Mercier-Hutchinson \| \| \| 3e \| Raymond Poulidor \| France \| Gan-Mercier-Hutchinson \| \| \| 4e \| Raymond Delisle \| France \| Peugeot-Esso-Michelin \| \| \| 5e \| Walter Riccomi \| Italie \| Scic \| \| |                  |          |                        |       |
| |                  |          |                        |       |
| Source : ProCyclingStats |                  |          |                        |       |
| Classement général |                  |          |                        |       |
| Coureur | Coureur          | Pays     | Équipe                 | Temps |
| 1er | Lucien Van Impe  | Belgique | Gitane-Campagnolo      |       |
| 2e | Joop Zoetemelk   | Pays-Bas | Gan-Mercier-Hutchinson |       |
| 3e | Raymond Poulidor | France   | Gan-Mercier-Hutchinson |       |
| 4e | Raymond Delisle  | France   | Peugeot-Esso-Michelin  |       |
| 5e | Walter Riccomi   | Italie   | Scic                   |       |